# Jardin zoologique de Lyon
Le Zoo de Lyon, anciennement appelé Jardin zoologique de Lyon, mais aussi connu comme le Zoo du Parc de la Tête d'or, est un parc zoologique municipal français situé en Auvergne-Rhône-Alpes au sein du parc de la Tête d'or de la ville de Lyon. Créé en 1858 sous l'impulsion du préfet du Rhône Claude-Marius Vaïsse, il présente aujourd'hui un peu plus de 300 animaux de 66 espèces sur 9 hectares. Son dernier directeur a été Xavier Vaillant de 2012 à 2021.
Membre permanent de l'Association européenne des zoos et aquariums (EAZA), il s'engage dans la conservation ex situ en participant à des programmes européens pour les espèces menacées (EEP), dont il en coordonne un.
Sa fréquentation exacte n'est pas connue car l'entrée y est libre et gratuite, mais il est vraisemblablement le zoo le plus visité en France étant donné la fréquentation du parc de la Tête d'or, dont il fait partie, estimée à 8 millions de visiteurs par an.

## Historique

### XIXesiècle
Créé en 1858 par le préfet Claude-Marius Vaïsse, le parc zoologique ne contenait au départ qu'une ferme à vocation pédagogique suivant les directives données par l’État. Dès l'origine, son accès est gratuit. Une ménagerie d'animaux sauvages se constitue, très lentement au départ : une volière est construite en 1858 puis sera réaménagée en 1880 pour accueillir des singes et des oiseaux exotiques. Des oursons bruns sont donnés en 1865 et sont placés dans une première cage, dessinée par Denis Bülher, l’un des deux frères architectes-paysagistes à l'origine du Parc de la Tête d’Or. Une deuxième cage est ensuite construite sur le même modèle, mais sera détruite lors des travaux de création de la plaine africaine en 2006. Peu à peu, les aménagements se multiplient pour présenter de nouveaux animaux, notamment ceux de l'exposition universelle internationale qui a lieu en 1872 à Lyon.
Après la fin du bail de la ferme Lambert, en 1874, le parc se transforme peu à peu en ménagerie exotique, vitrine de la faune coloniale (chacals, gazelles, autruches, kangourous...). La ferme devient au cours du temps un bâtiment administratif. En 1880, des scientifiques réunis autour du Pr Louis Charles Émile Lortet, zoologiste et doyen de médecine, se voient confier la responsabilité de suivre ces animaux. En 1894 est construit le pavillon des crocodiles.

### XXesiècle
En 1902, la vacherie du parc, une laiterie municipale commandée par la ville de Lyon et conçue par l'architecte Tony Garnier, est construite le long de l'allée des moutons. En 1910, la direction du zoo est confiée à un vétérinaire. La vacherie est réaménagée de 1922 à 1924 et transformée en fauverie, avec deux cages accueillant des lions et des panthères mais aussi un enclos attenant créé pour Loulou, le premier éléphant d'Asie du parc. 

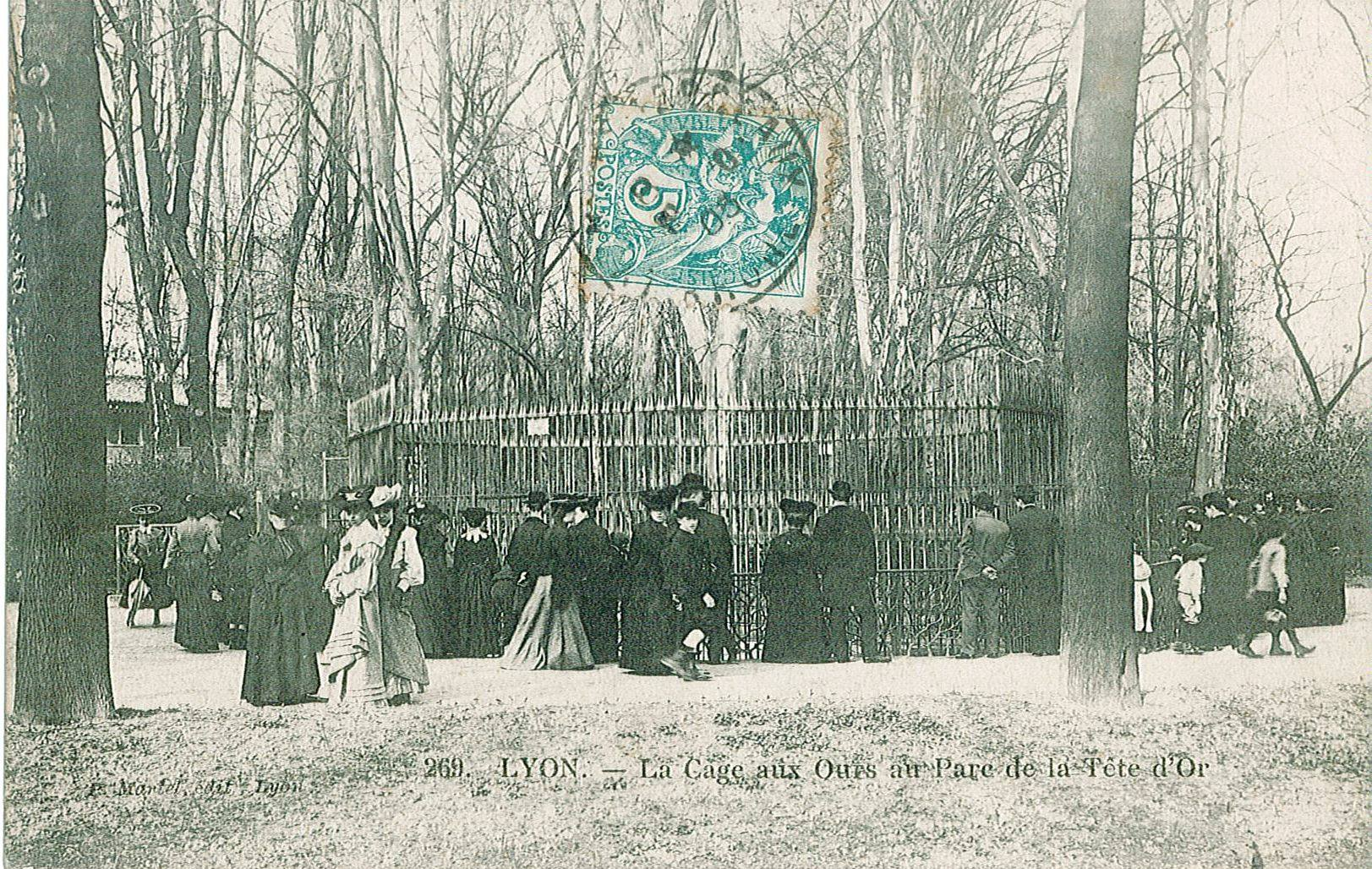
La deuxième cage aux ours, octogonale.
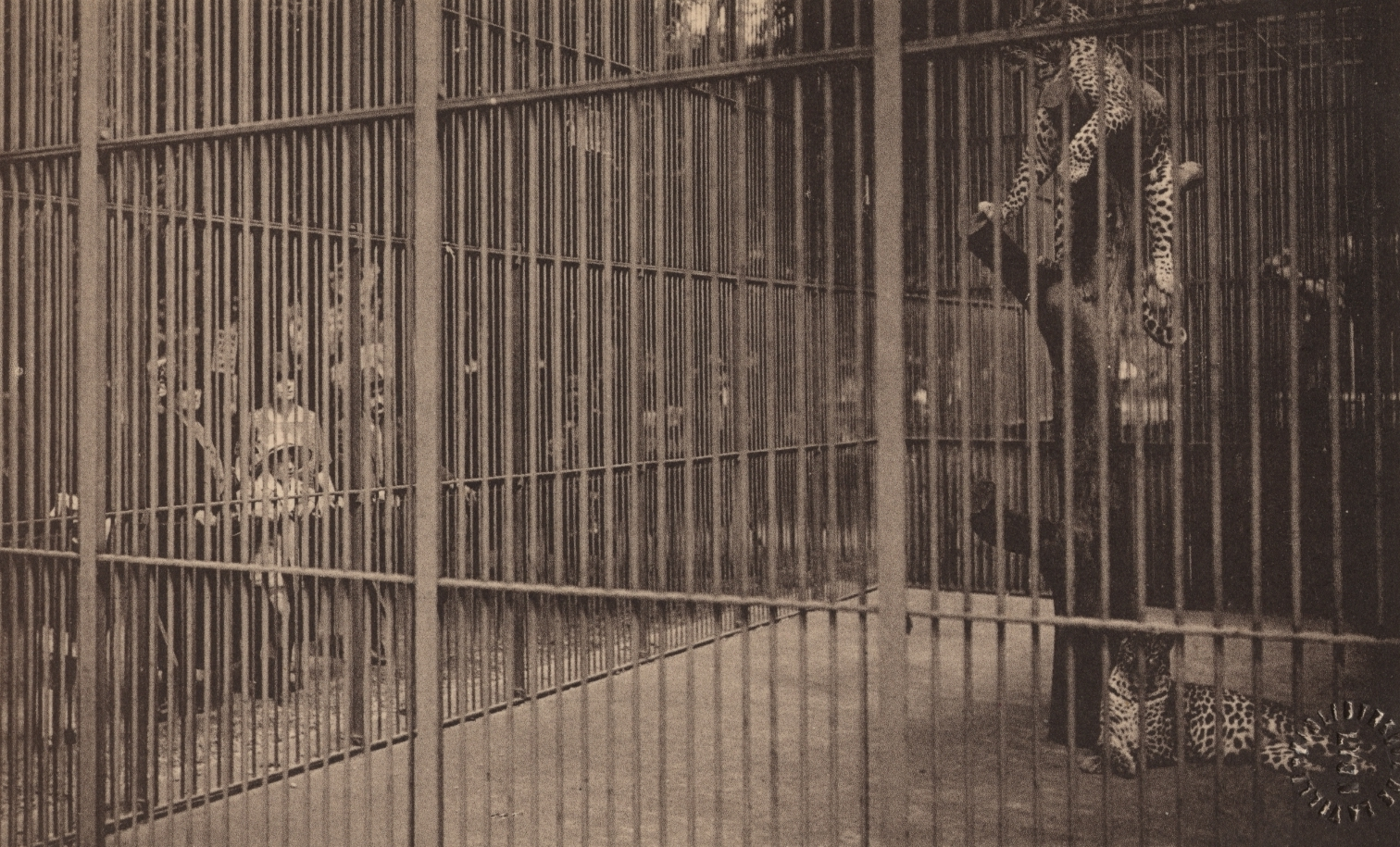
La cage des panthères.
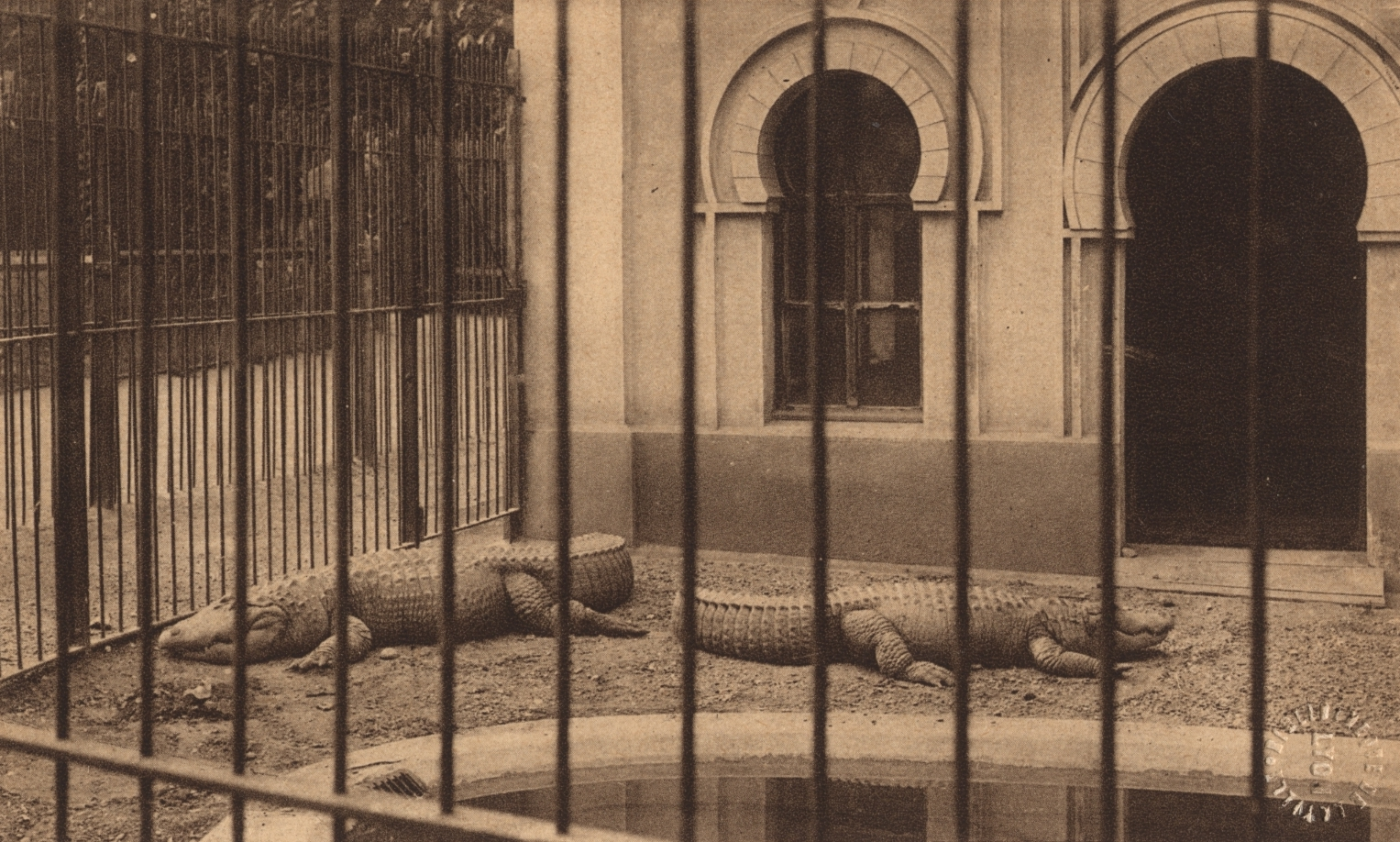
L'enclos des crocodiles.
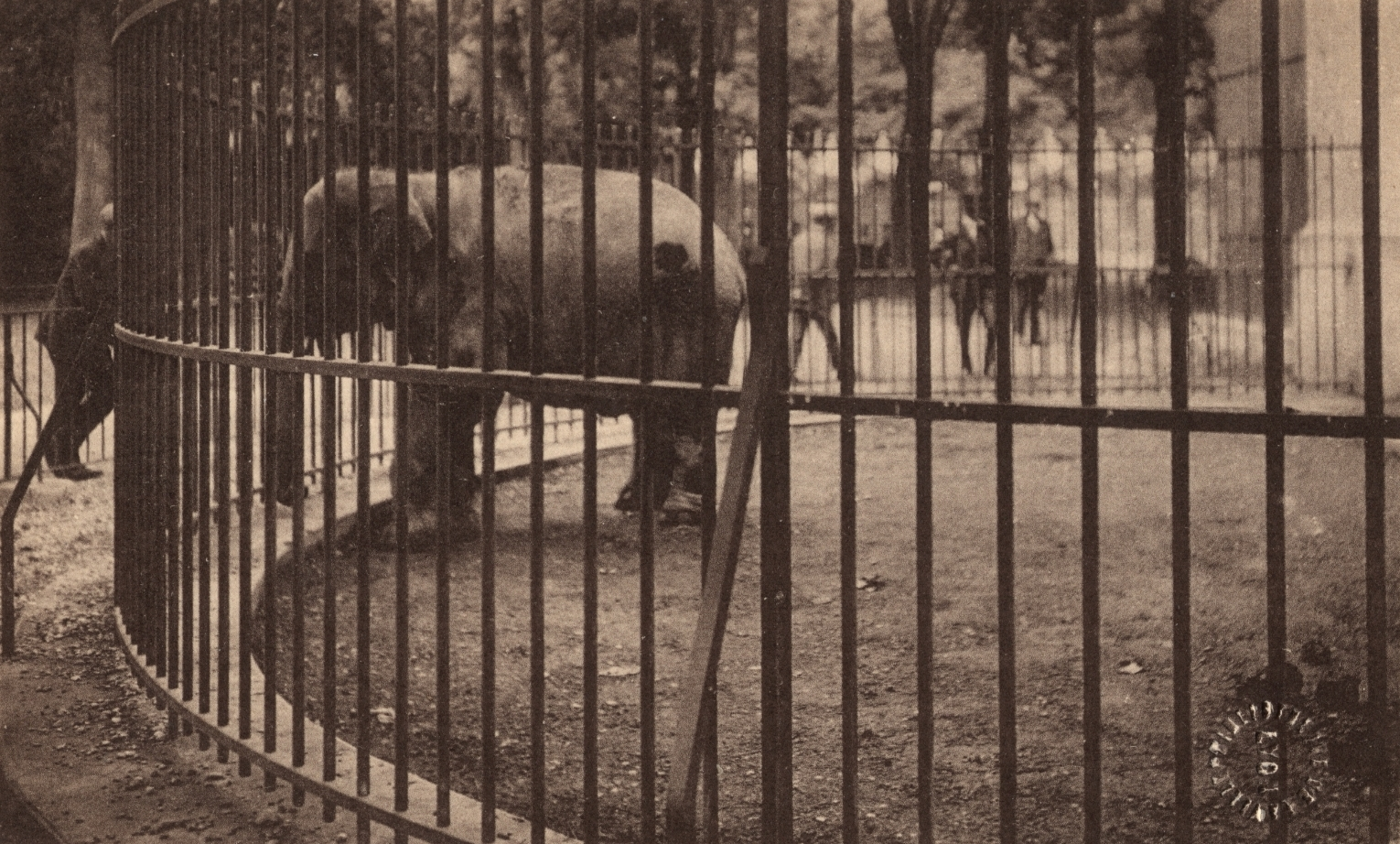
Loulou l'éléphant dans son enclos.

À partir de 1955, le parc commence à être rénové et bénéficie d'installations plus imposantes, comme une rocaille destinée aux oiseaux aquatiques (1956), un nouvel enclos des éléphants (1964), une nouvelle rotonde pour les singes (1965) et le pavillon des girafes (1968). Quant à la volière édifiée en 1858, elle est démolie en 1969.
Dans les années 1970 une nouvelle fauverie comprenant un enclos de renards et une galerie des reptiles voit le jour. En 1988, l'enclos des renards est revu pour présenter des servals. En 1994, une ourserie située près du bâtiment des éléphants et s'étendant sur 600 mètres carrés est construite pour remplacer la première cage de fer de 1865, laquelle est conservée comme monument historique.
En 1999, le maire de Lyon, Raymond Barre, propose à Gilbert Edelstein, directeur du cirque Pinder, d'accueillir les deux éléphantes d'Asie dont il souhaite se séparer temporairement. Baby et Népal arrivent alors au zoo et rejoignent Java, seul pachyderme du parc à cette date.

### XXIesiècle

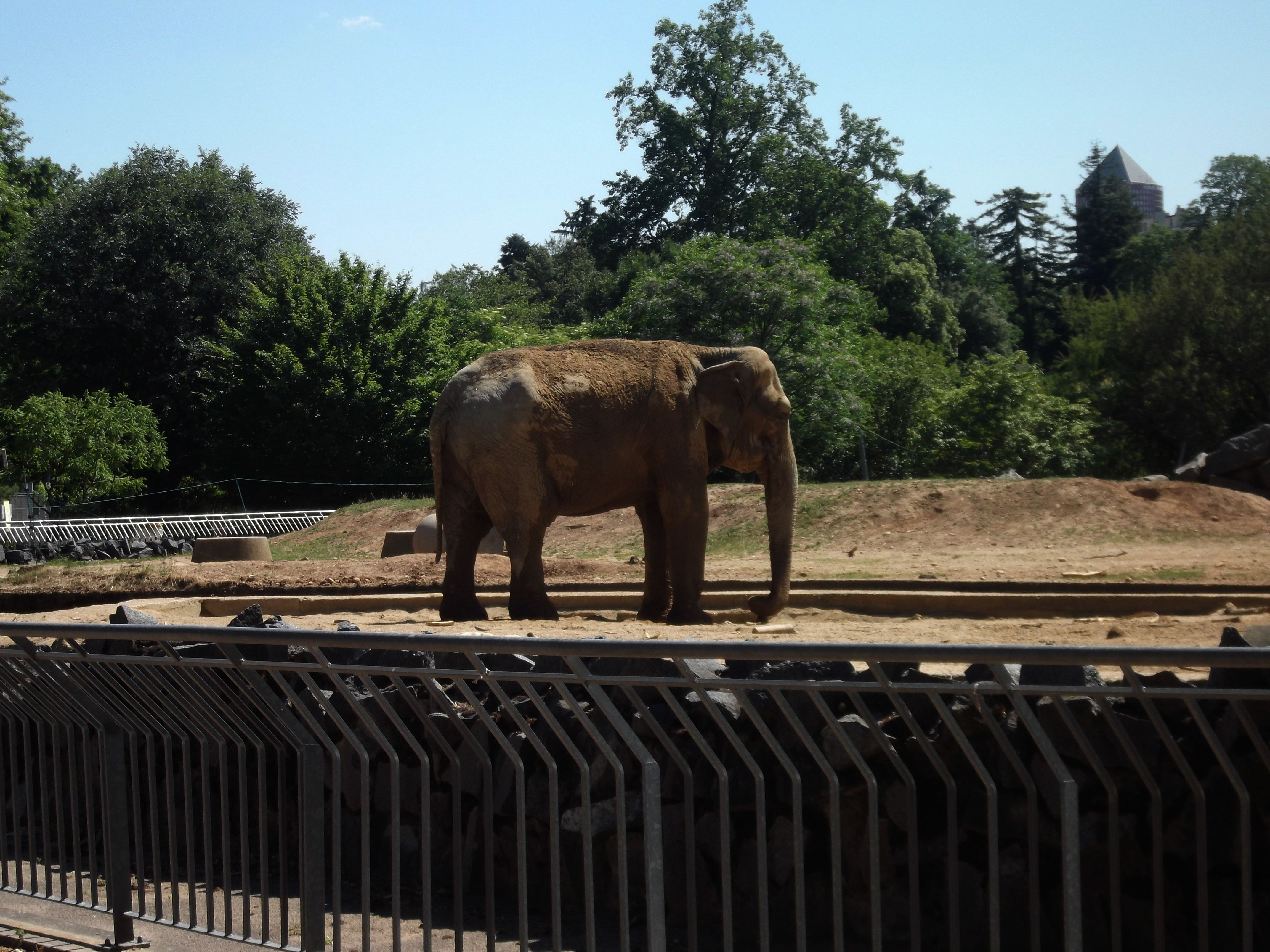
Éléphant d'Asie dans son enclos en 2011.

En 2001, le vétérinaire Eric Plouzeau prend la direction du zoo. Le bâtiment des reptiles se trouvant au milieu de la fauverie est fermé au public car il ne répond plus aux normes de sécurité pour les locaux recevant du public. L'ourserie est réaménagée l'année suivante avec l'arrivée des ours à lunettes.
En octobre 2006, dans le cadre de la restructuration du zoo, la « Plaine africaine » est inaugurée, où les paysagistes et les architectes ont respecté la visibilité exigée pour le public dans le respect des animaux en fondant les enclos dans le décor.
En 2009, Eric Plouzeau quitte la direction du zoo. Il est remplacé un peu plus tard par le vétérinaire David Gomis qui était jusqu'alors directeur adjoint du Parc zoologique et botanique de Mulhouse.
En août 2012, l'éléphante d'Asie Java décède à 67 ans et des lésions de tuberculose sont retrouvées à l'autopsie. Il s'ensuit une controverse à propos du statut immunologique des deux autres éléphantes, Baby et Népal, vis-à-vis de cette maladie. Le directeur, David Gomis, quitte alors son poste pour prendre la direction technique du Parc zoologique de Montpellier, après avoir été mis en cause médiatiquement dans la gestion de cette affaire de suspicion de tuberculose. Il est remplacé par Xavier Vaillant, jusqu'alors directeur adjoint du Zoo de Pont-Scorff. Après avoir longtemps été menacées d'euthanasie, Baby et Népal sont finalement transférées en juillet 2013 à Roc Agel, l’une des propriétés de la famille Grimaldi située dans les Alpes-Maritimes. À partir de cette date, plus aucun éléphant n'est présent dans le zoo.
En décembre 2019, Lulu, considéré comme le plus vieux gibbon de Müller au monde, meurt à l'âge de 64 ans. Originaire de Bornéo, Lulu avait été capturée par des trafiquants avant d'arriver à Lyon en 1961, devenant ensuite un animal emblématique du zoo. Il s'agit d'une longévité exceptionnelle pour cette espèce, alors que son espérance de vie est généralement estimée à une quarantaine d'années.
En juillet 2021, les « Forêts d'Asie » sont inaugurées à l'emplacement de l'ancien enclos des éléphants promis à la démolition ; elles sont destinées à l’accueil d’espèces menacées d’Asie du Sud-Est. Xavier Vaillant quitte alors son poste pour prendre la direction du zoo d'Amiens en aout 2021.
En septembre 2022, les deux crocodiles d'Afrique de l'Ouest du parc quittent leur enclos pour rejoindre le Crocoparc d'Agadir, dans le cadre d'un programme de sauvegarde de l'espèce, selon la mairie de Lyon. Il s'agit de la première réintroduction réalisée par le zoo de Lyon.

### Événements animaliers singuliers

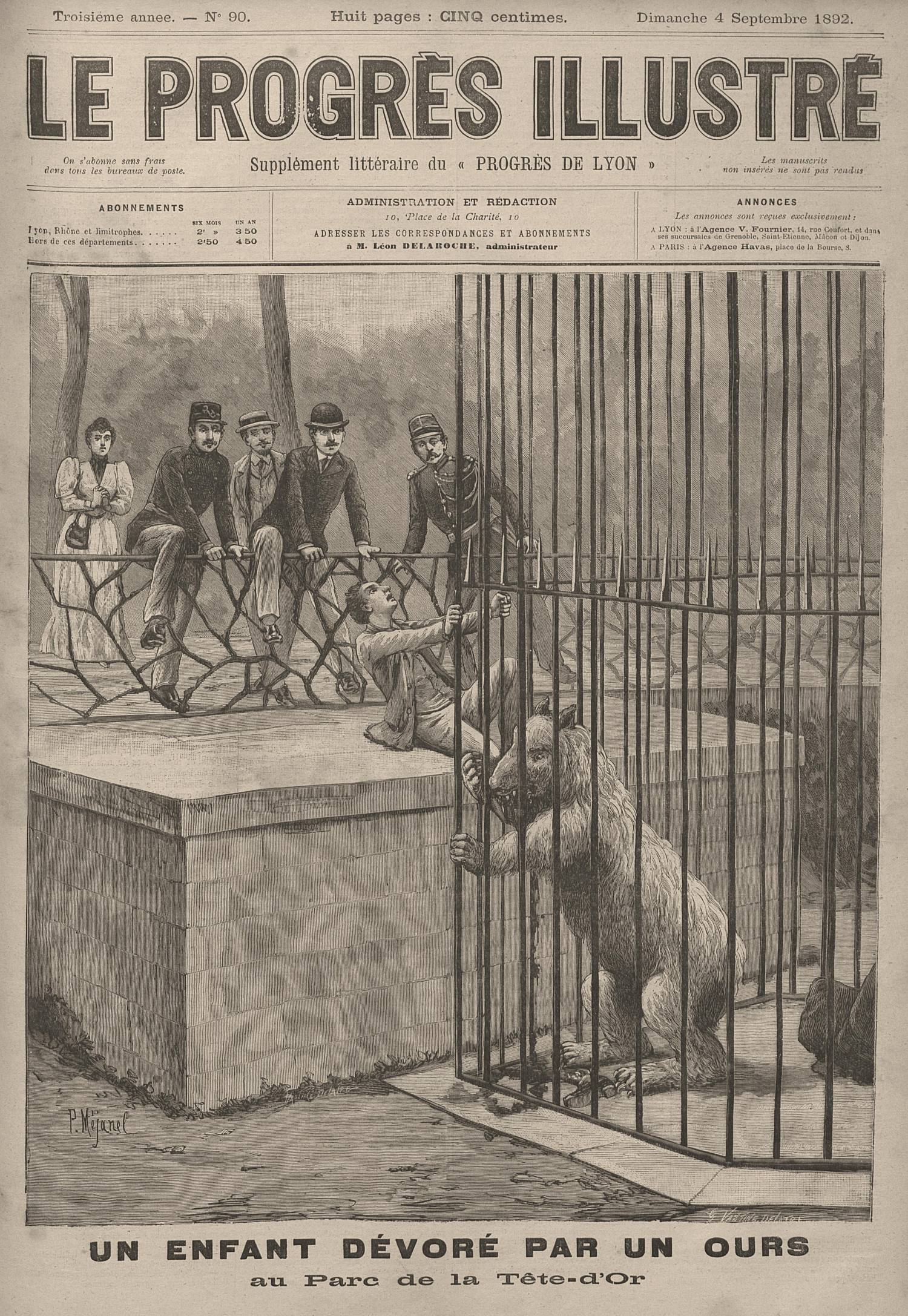
Attaque d'un enfant par un ours au parc de la Tête d'or.

- 1892 : le jeune Henri Perron, âgé de 15 ans, veut s’approcher au plus près de la cage aux ours, mais l'animal le saisit et lui broie une jambe qu’il faudra lui amputer[22].
- 1924 : arrivée du premier éléphant du parc, Loulou, offert par la colonie française de Saïgon à Édouard Herriot, président du Conseil des ministres. Loulou restera au parc jusqu'à son décès en 1935[23].
- 1964 : accueil des 3 éléphantes Pankov, Maouzi et Java, en provenance du cirque Amar, après la mort d'un enfant provoqué par l'une d'elles, à la suite d'un mouvement de panique. Elles rejoignent le mâle Mako, qui avait été offert au parc en 1948 par Émile Bollaert, ancien préfet du Rhône devenu gouverneur d’Indochine[24].
- 1981 : le 2 décembre, une portée exceptionnelle de 25 anacondas voit le jour au parc.
- 1984 : le 11 avril, une lionne nommée Sonia oblige, à la suite d'une dispute, son compagnon Sultan à se jeter à l'eau dans le bassin de leur enclos. Pendant deux heures, Sultan essaie de regagner la berge par l'escalier prévu à cet effet, mais Sonia l'en empêche. Sultan meurt noyé.
- 1995 : le 27 septembre, une tigresse s'échappe de sa cage. Le parc est évacué et le fauve est retrouvé terré sous un buisson, sans doute effrayé par la foule.
- 1999 : après les décès successifs des éléphants Maouzi, Pankov et Mako à la fin des années 1990, le parc accueille deux nouvelles éléphantes, Baby et Népal, en provenance du cirque Pinder.
- 2010 : le 22 décembre, une jeune lionne d'Asie, tout juste arrivée au parc de la Tête d'Or, meurt noyée dans le bassin qui délimite son enclos, malgré les efforts des gardiens pour la repêcher[25].
- 2011 : quatre singes, deux cercopithèques de l'Hoest et deux tamarins empereurs, sont volés en février[26]. Les primates sont finalement retrouvés dans les jours et les semaines suivant leur disparition[27].
- 2012 : l'éléphante Java, plus vieux pachyderme en captivité d'Europe, meurt à 67 ans après avoir été infectée de la tuberculose[28].
- 2013 : les deux derniers éléphants Baby et Népal quittent le parc et rejoignent Roc Agel, l’une des propriétés de la famille Grimaldi située dans les Alpes-Maritimes[16]. À partir de cette date, plus aucun éléphant n'est présent dans le parc. La même année, trois naissances importantes ont lieu ; celle d'une girafe mâle, prénommée Kissa, la première depuis l'installation de la plaine africaine, le 25 juin[29] ; celle d'une petite panthère de l'Amour, espèce en danger critique d'extinction, le 21 août[30] ; et celle d'un zèbre de montagne de Hartmann le 28 octobre[31].
- 2015 : nouvelle naissance d'un girafon, baptisé Yanci, en février 2015[32].
- 2019 : le 5 novembre, le zoo de Lyon annonce le décès de Louise, doyenne des girafes du parc, à l'âge de 32 ans[33]. Un mois plus tard, le 2 décembre, Lulu, une femelle gibbon de Müller, s'éteint à l'âge de 64 ans. Arrivée à Lyon en 1961, elle était considérée comme la plus vieille représentante de son espèce en captivité[17].
- 2021 : Jasraj, le dernier lion présent dans le parc meurt d’une gastro-entérite le 3 décembre 2021[34]. Il ne sera pas remplacé.
- 2025 : une des deux panthères de l'Amour, la femelle, est transférée en mars au zoo de Mulhouse. Les deux panthères étaient déjà placées dans des enclos séparés à la suite de problèmes de comportement entre elles[35].

## Installations et espèces présentées

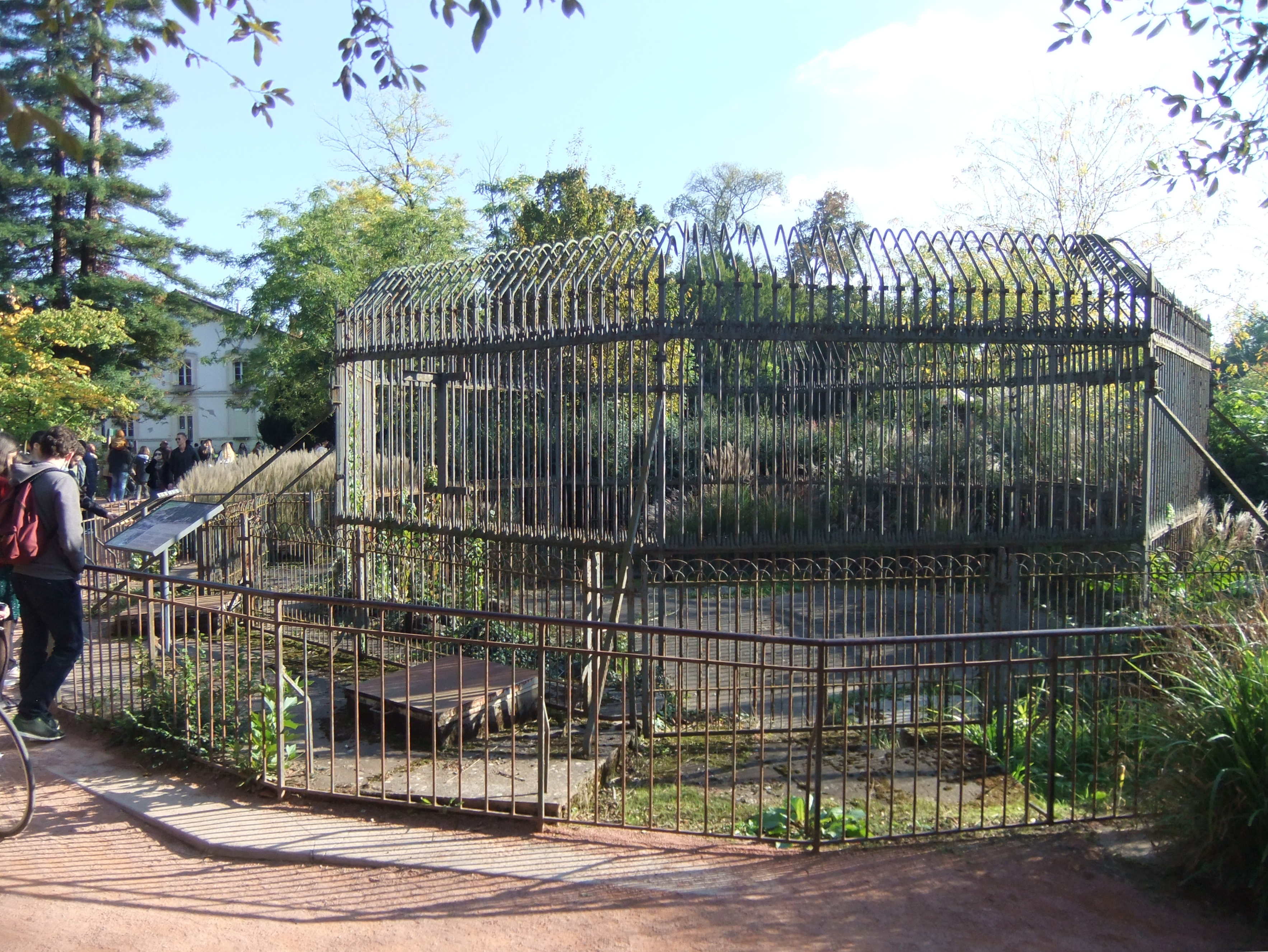
La cage aux ours historique, hexagonale.
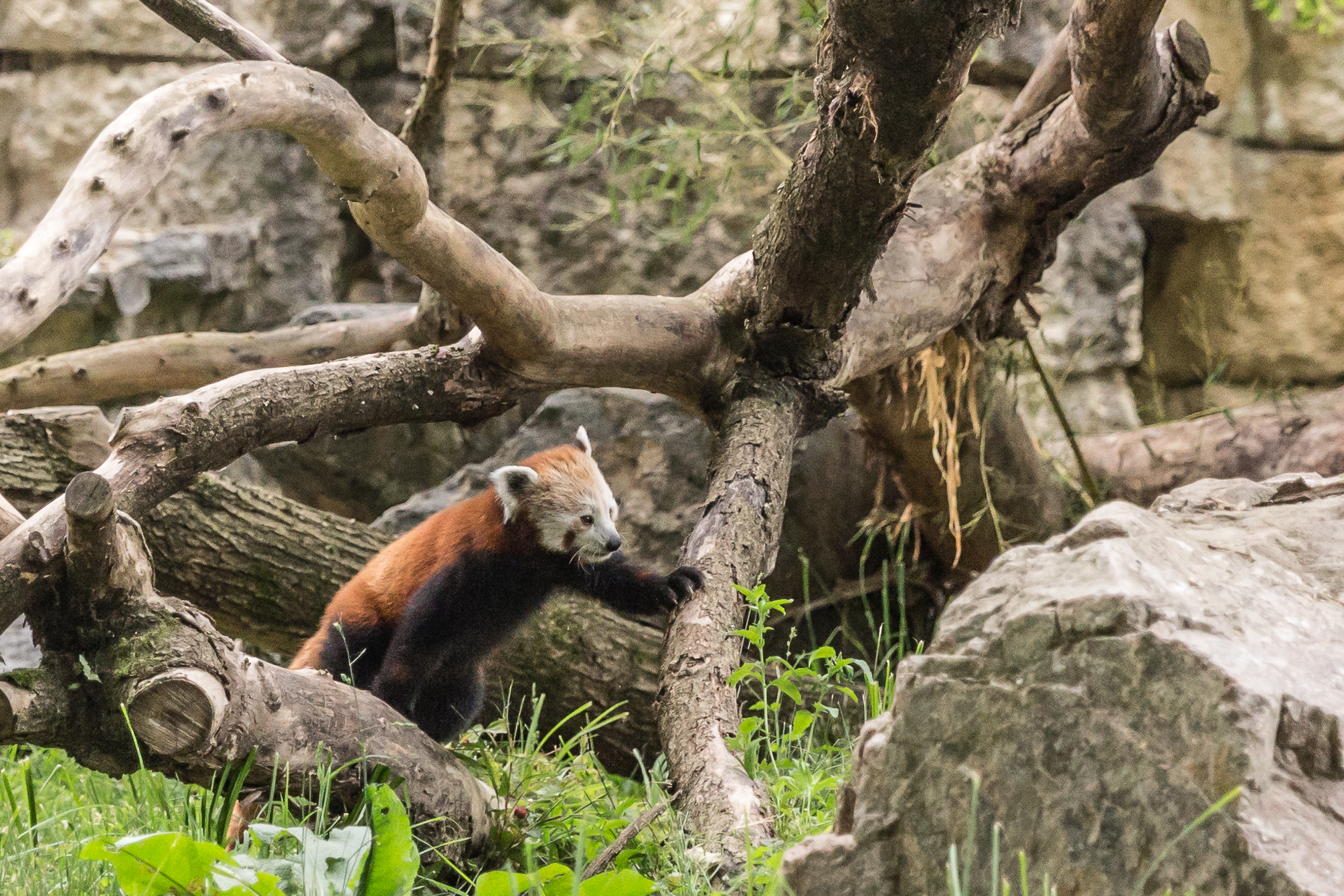
Un panda roux.
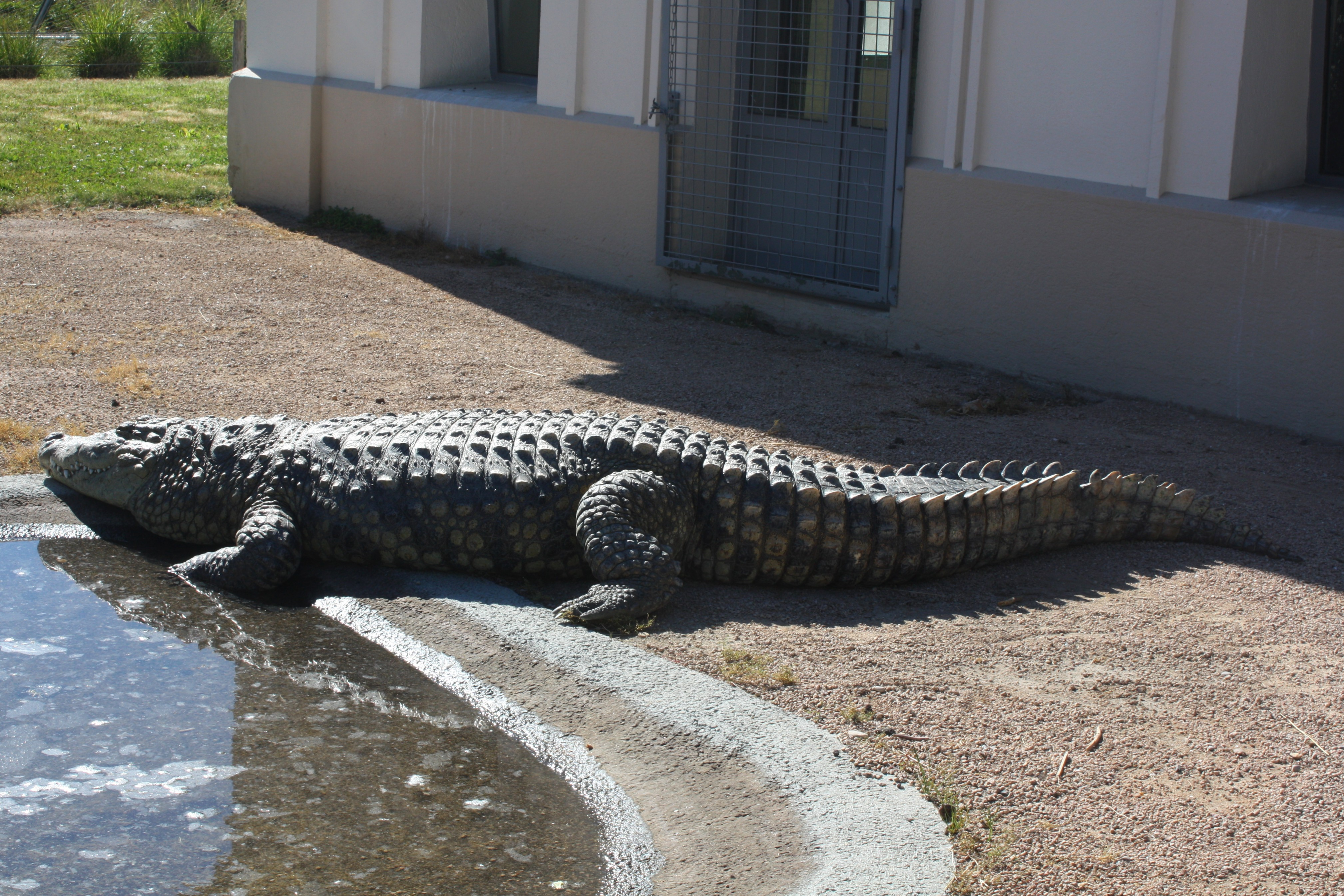
Un crocodile du désert (Crocodylus suchus).

### Plaine africaine
La plaine africaine, créée en 2006, est divisée en parties communicantes avec un enclos séparé en plus. C'est un espace où cent trente animaux différents — certains appartenant à des espèces rares et protégées — cohabitent sur 2,5 hectares.
La partie savane, où l'on peut observer des watusis, des cobes de Mrs Gray, des zèbres de Hartmann (qui ont remplacé les zèbres de Grévy en 2011) et des girafes du Kordofan, est la plus étendue.
Une partie humide abrite de nombreuses espèces d'oiseaux, dont des pélicans blancs, des grues cendrées, des grues demoiselle, des hérons garde-bœufs et des flamants roses, ainsi que des lémuriens (makkis cattas, varis roux et varis noirs et blancs) sur une île.
À l'extrémité est de la plaine, un pavillon abrite les loges des antilopes et des zèbres, ainsi que quelques enclos sableux agrémentés de rochers et de souches, où vivent des inséparables à joues noires, des chats des sables, des otocyons et des tortues radiées de Madagascar.
Au sud on retrouve un enclos de style mauresque, ancien lieu de vie des crocodiles d'Afrique de l'Ouest. Les deux crocodiles, un mâle arrivé au zoo en 1975 et une femelle née en 1990, quittent cet enclos en septembre 2022 pour rejoindre le Crocoparc d'Agadir, dans le cadre d'un programme de réintroduction de cette espèce au Maroc.

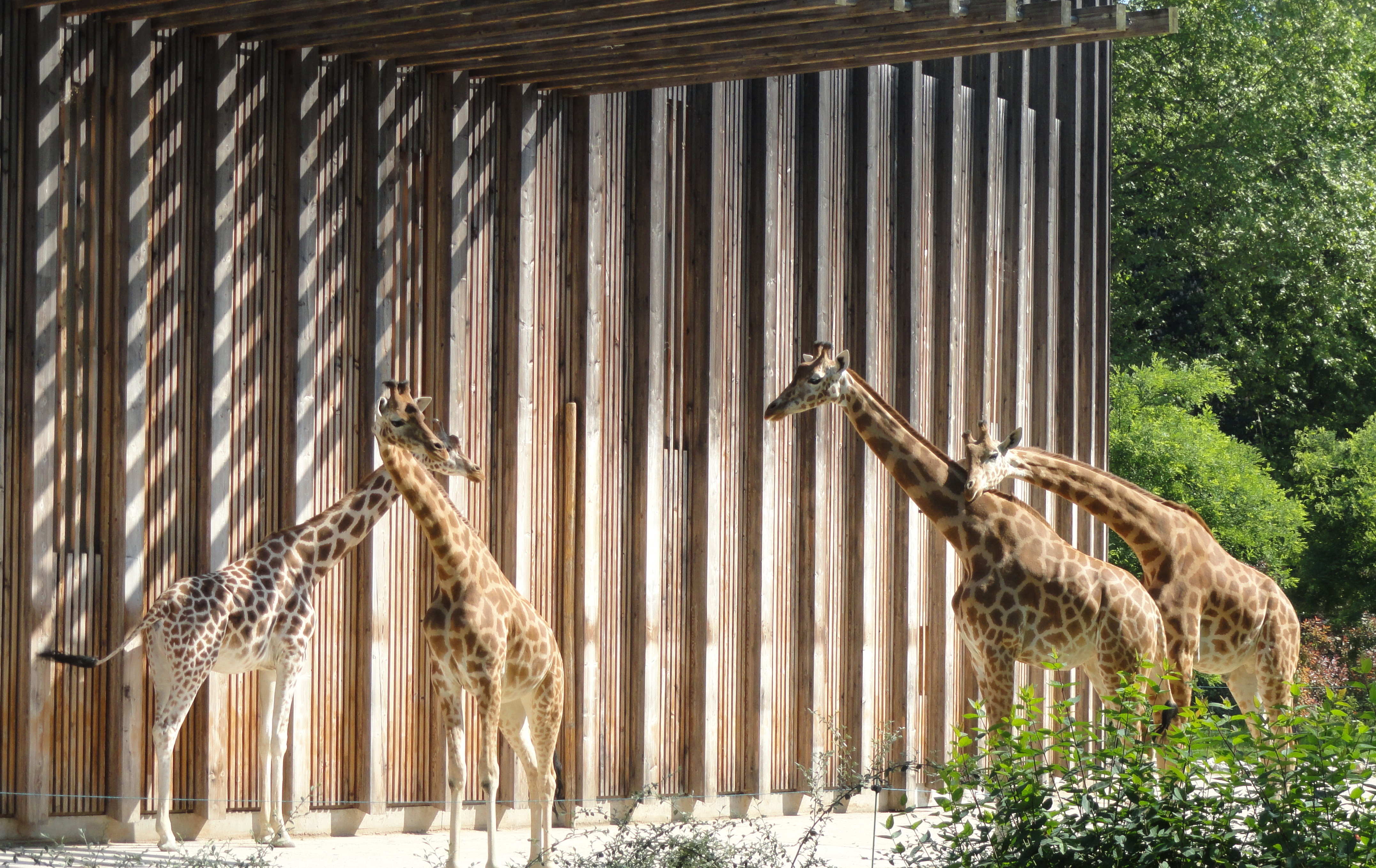
Girafes devant la giraferie.
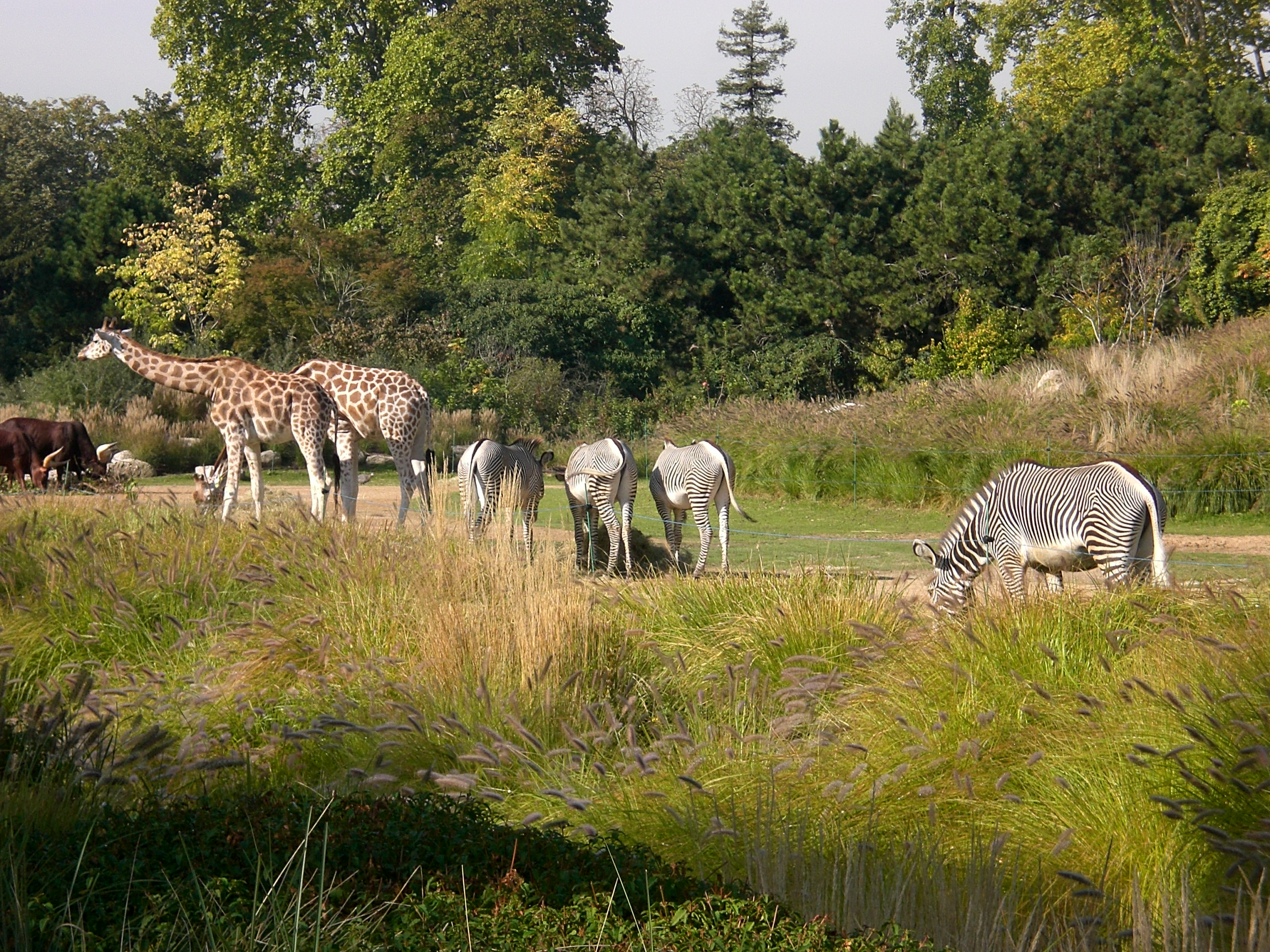
Zèbres de Grévy, girafes et watusis.
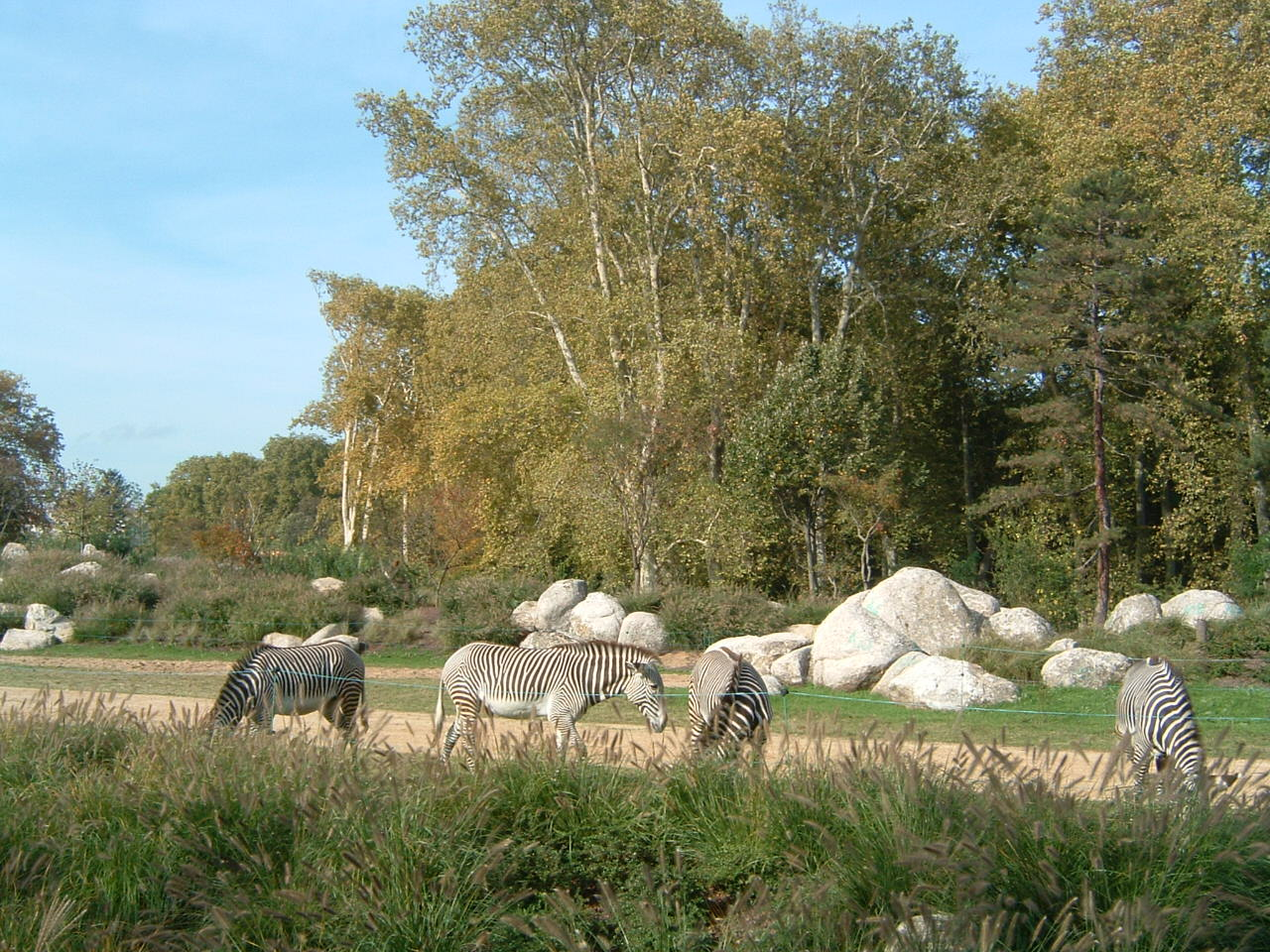
Zèbres de Grévy dans la plaine africaine.
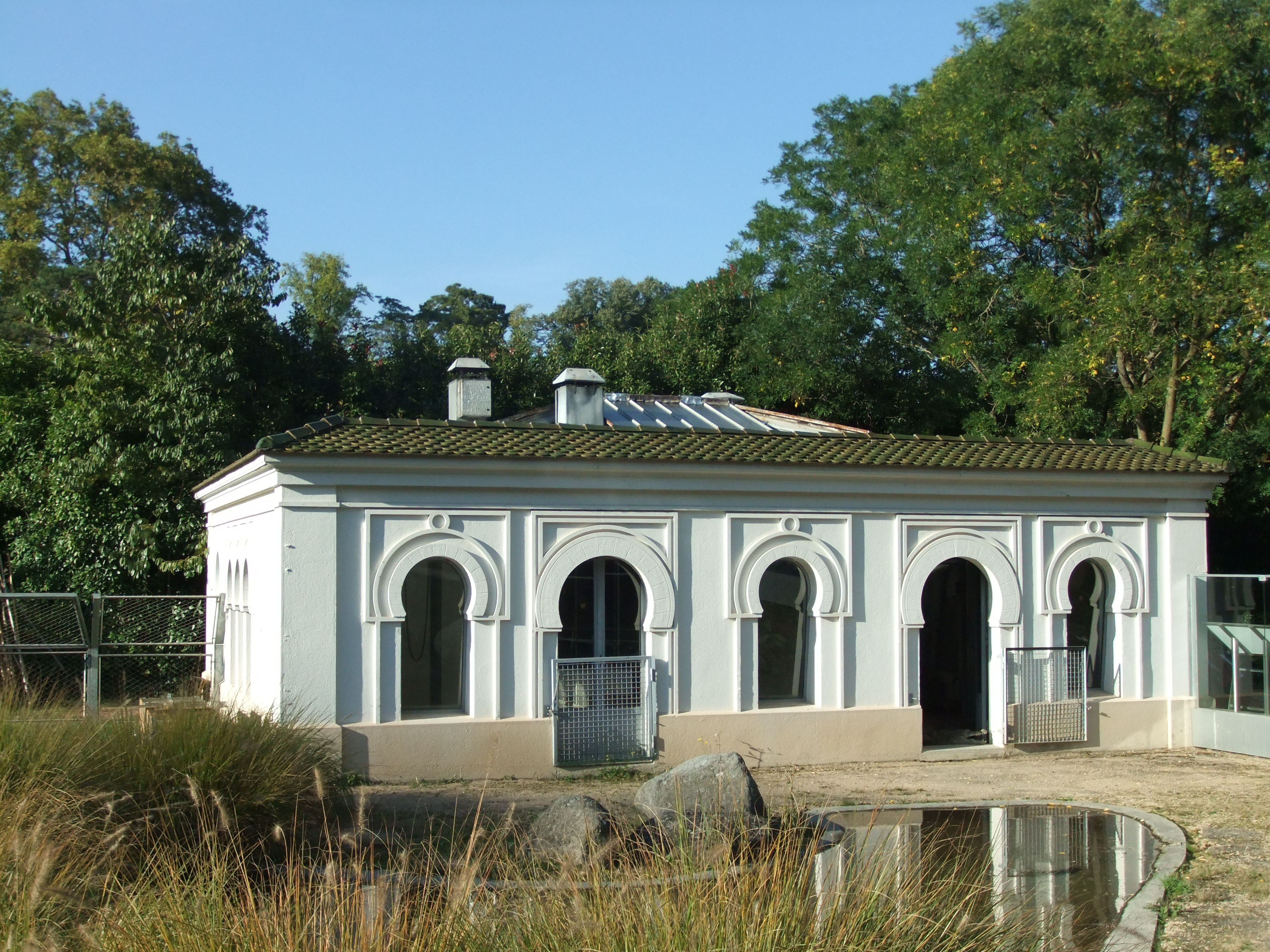
Enclos des crocodiles, en 2021.

### Fauverie
La fauverie est un espace édifié en 1975 qui a accueilli jusqu'en 2013 des tigres du Bengale et jusqu'en 2021 des lions d'Asie. Le dernier fauve à occuper cet espace aujourd'hui est un léopard de l'Amour, sous-espèce de léopard en danger critique d'extinction; les autres enclos présentent désormais des pandas roux, des loutres naines d'Asie et des binturongs. 
Un enclos inaccessible au public abrite un couple de manuls qui peuvent parfois être vus depuis les allées.

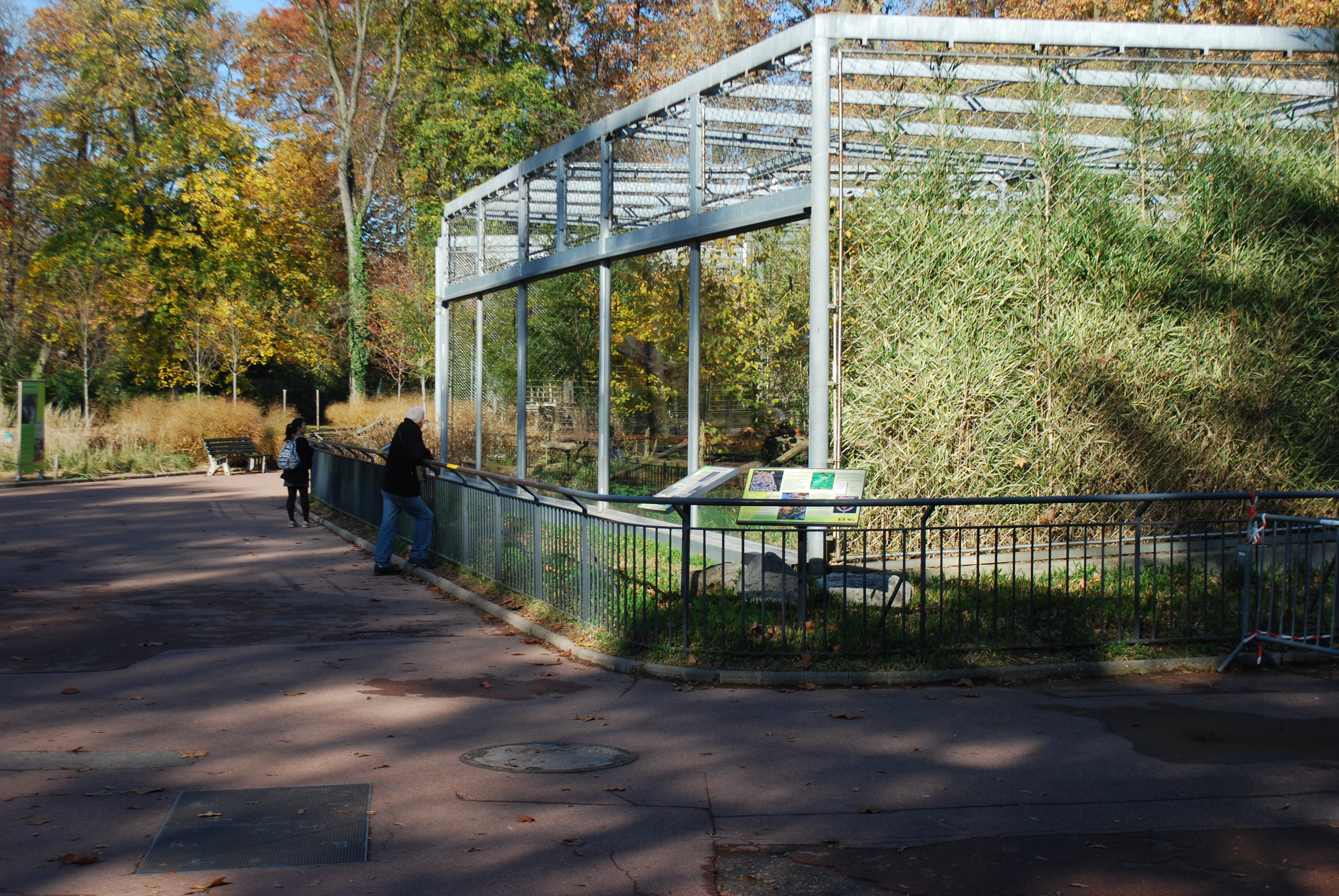
Des enclos.
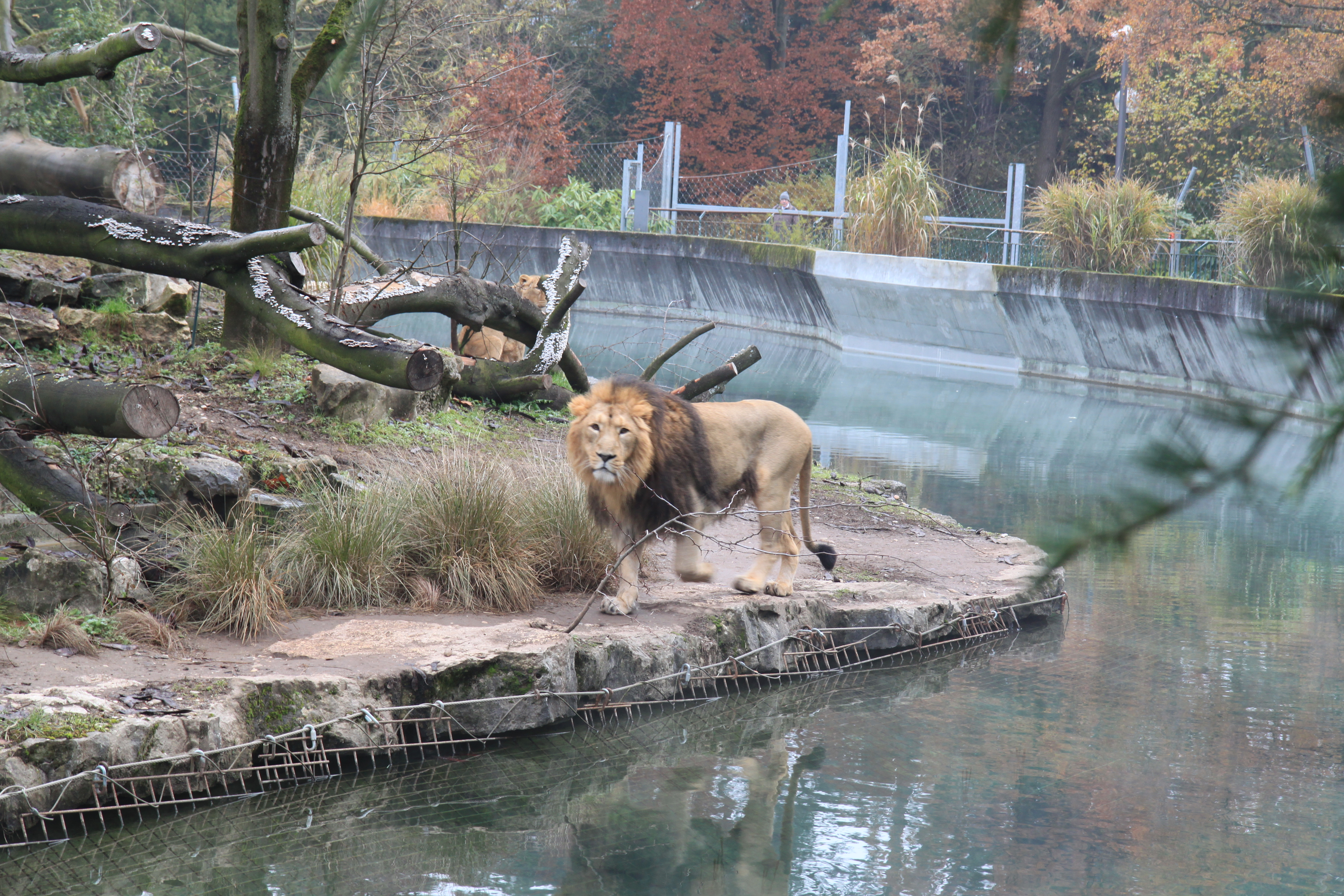
Lion d'Asie.
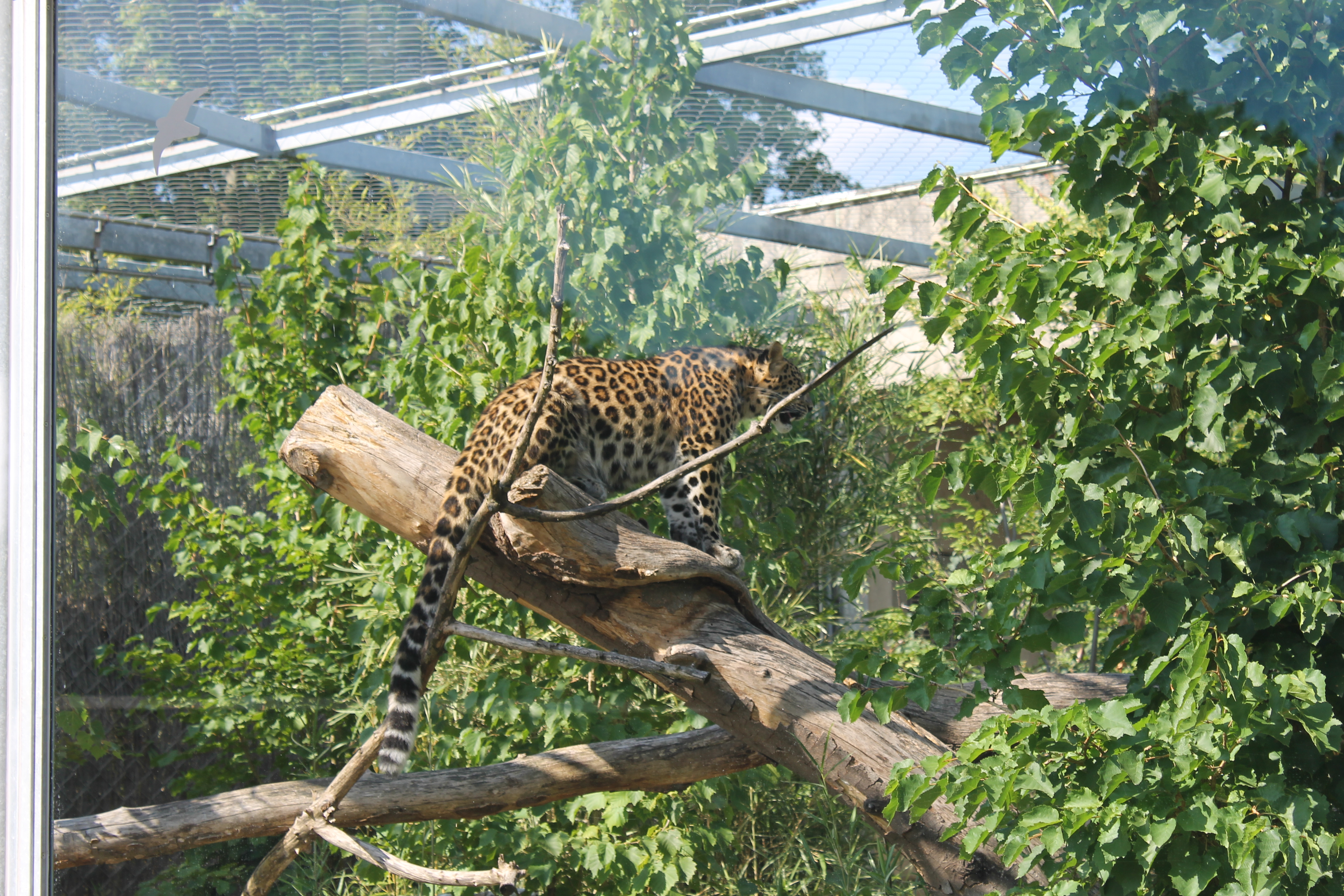
Panthère de l'Amour.

### Primates et Oiseaux
L'enclos des primates, situé à proximité de la plaine africaine et de la fauverie, comporte plusieurs espèces de singes (capucins à poitrine jaune, cercopithèques de l'Hoest, sakis à face blanche, tamarins bicolores et tamarins lions à tête dorée), mais aussi des espèces de lémuriens, différentes de celles présentes dans la partie humide de la plaine africaine (lémur à ventre roux et grands hapalémurs).

On trouve dans le même enclos quelques espèces d'oiseaux : des amazones d'Equateur, des amazones à couronne lilas, des conures à tête bleue, des caïques à ventre blanc, et des garrulaxes du Père Courtois qui cohabitent avec des faisans d'Edwards. 

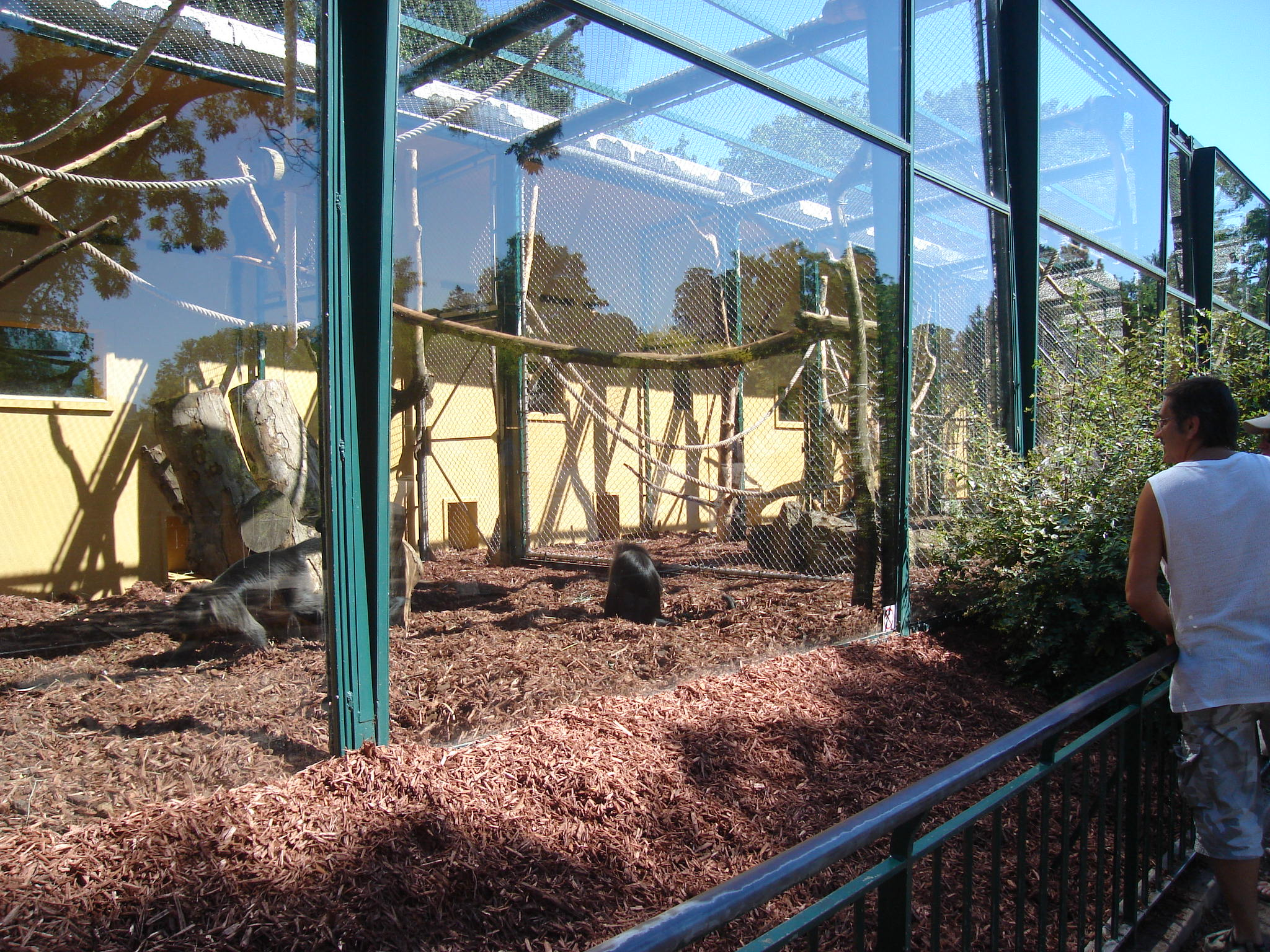
L'enclos des primates.

### Forêts d'Asie
Inaugurées en juillet 2021, les Forêts d'Asie sont destinées à l’accueil d’espèces menacées d’Asie du Sud-Est. Elles se situent sur l'emprise de l'ancien enclos des éléphants, soit une superficie d’environ 3 000 mètres carrés divisée en trois zones : la volière des tapirs, la volière des gibbons, et la nef tropicale où la température est maintenue à 26° avec 70 % d'hydrométrie. 
L'ensemble est en mesure d'abriter 30 espèces menacées d'Asie du Sud-Est dont deux tapirs malais, quatre gibbons à favoris blancs du Nord, des toupayes de Belanger, plusieurs espèces d'oiseaux (ibis à tête noire, coq bankiva, calao à casque rouge, roulroul couronné, étourneau de Bali, fuligule de Baer, dendrocygne siffleur, faisan du Vietnam), quelques reptiles (serpent ratier-rhinocéros, lézard crocodile de Chine, tortue asiatique géante des marais et émyde à cou rayé), des amphibiens (grenouille mousse) et des insectes (phasmes).
Près de cet espace se trouve l'ancien enclos des ours à lunettes, deux frères arrivés en 2002, dont le dernier représentant est décédé d'un cancer en novembre 2018. De 2019 à 2024, le parc installe dans cet enclos un élaphode, ou cerf huppé, originaire du sud de la Chine.

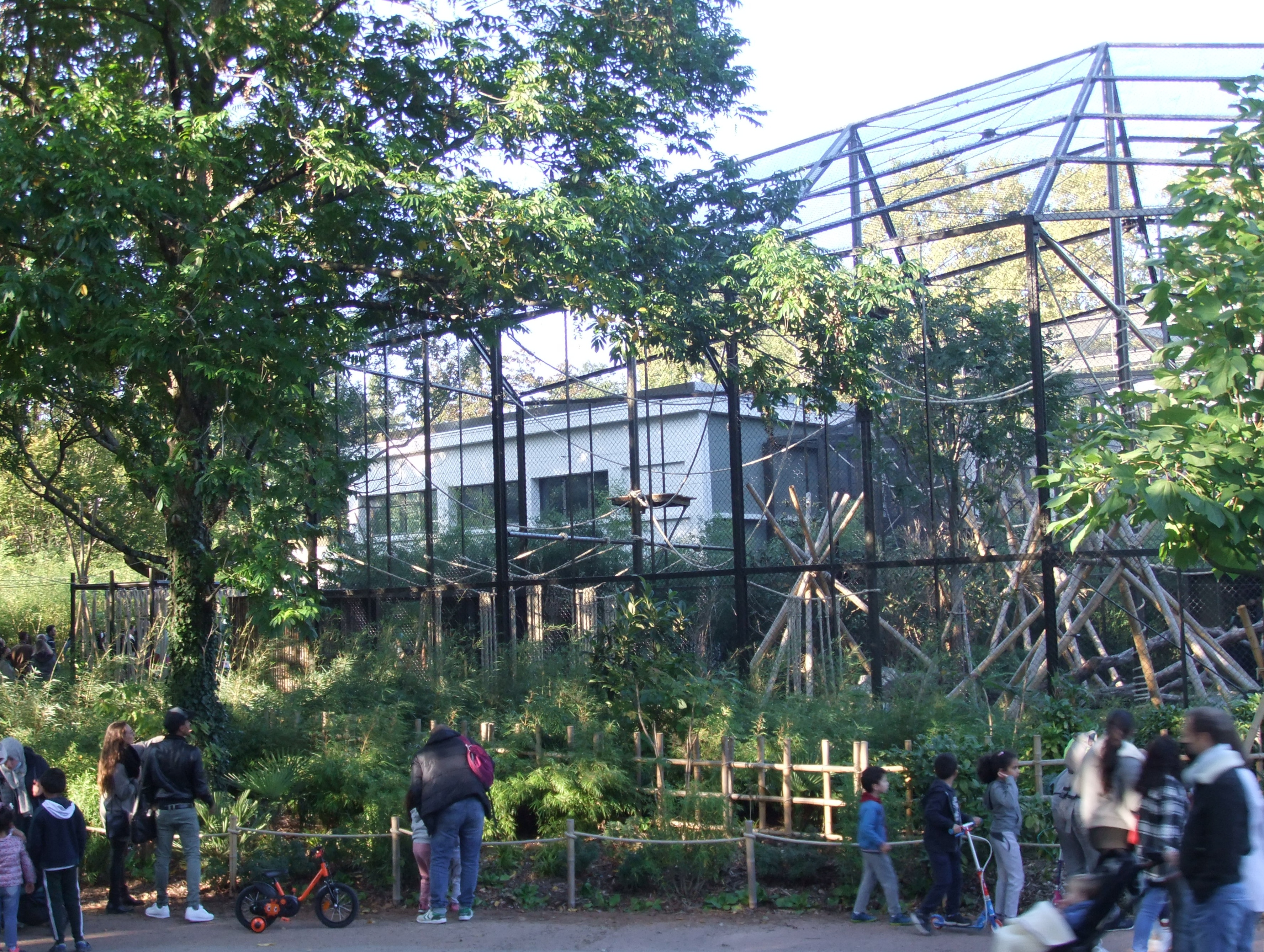
L'enclos de la foret asiatique, vue côté sud.
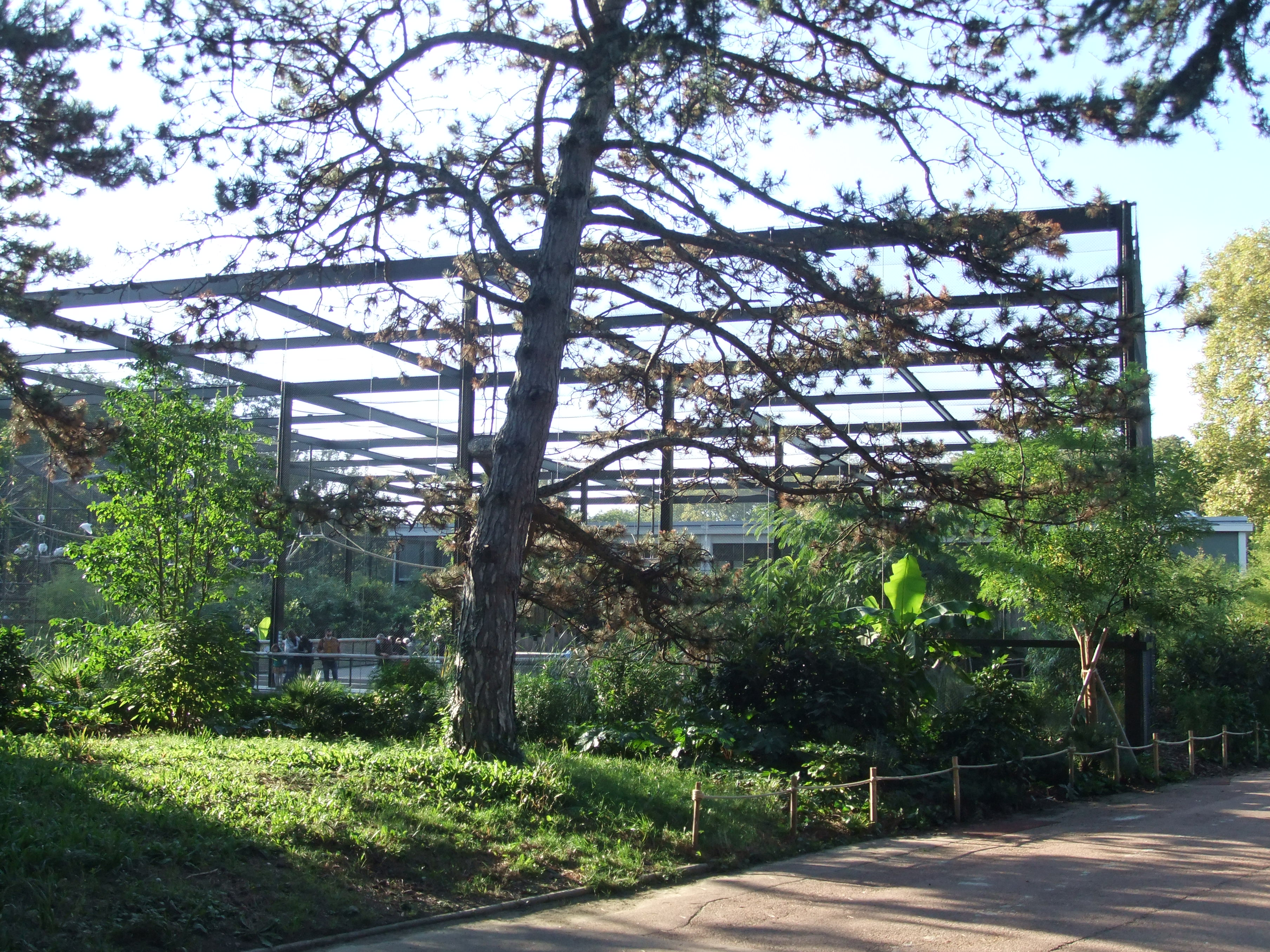
L'enclos de la foret asiatique, vue côté est.

### Parc aux daims
Les daims ont été les premiers pensionnaires de l'histoire du zoo. Le groupe actuel vit dans un espace de deux hectares et est issu d'une vingtaine de géniteurs, introduits à la création du parc zoologique en 1858. Les daims ont parfois partagé leur enclos avec d'autres espèces, comme des nandous de Darwin dans les années 2010.

### Centre de récupération des tortues de Floride
À l'est du parc aux daims, près du bâtiment de la ferme Lambert, a été constitué en 2006 un bassin de recueil des tortues de Floride. Ce bassin a été élaboré dans le cadre des efforts du Zoo en termes de préservation de la biodiversité locale. Ainsi les particuliers ayant encore chez eux ces animaux peuvent les céder au zoo, tout comme les associations naturalistes qui capturent ces tortues dans la nature. Les tortues de Floride sont en effet considérées comme invasives car elles ont un impact délétère sur les populations de cistudes d'Europe notamment.
En partenariat avec le laboratoire Écologie Systématique et Évolution de l'université Paris-Sud, plusieurs panneaux pédagogiques ont été créés afin de sensibiliser le public à cette problématique,.
En dix ans, le centre a récupéré plus de deux mille tortues.

## Conservation des espèces
Le zoo est coordinateur d'un programme européen pour les espèces menacées (EEP), celui du vari roux (Varecia rubra), une espèce classée en danger critique d'extinction par l'Union internationale pour la conservation de la nature.
Il permet l'encadrement de travaux universitaires et de thèses d'exercice vétérinaires, sous convention avec VetAgro Sup Lyon et le pôle universitaire lyonnais.

## Économie
Sa fréquentation exacte n'est pas connue car l'entrée y est libre et gratuite, mais il est vraisemblablement le zoo le plus visité en France étant donné la fréquentation du parc de la Tête d'Or, dont il fait partie, estimée à trois millions de visiteurs par an,.